# آدم مايوفسكي
آدم مايوفسكي (بالبولندية: Adam Majewski)‏ هو لاعب كرة قدم بولندي في مركز الوسط، ولد في 24 ديسمبر 1973 في بوتسك في بولندا. شارك مع منتخب بولندا لكرة القدم. أما مع النوادي، فقد لعب مع لخ بوزنان وليغيا وارسو ونادي بانيونيوس.

## وصلات خارجية
- آدم مايوفسكي على موقع قاعدة بيانات كرة القدم.إي يو (الإنجليزية)
- آدم مايوفسكي على موقع ناشيونال فوتبول تيمز (الإنجليزية)
- آدم مايوفسكي على موقع Soccerway.com (الإنجليزية)
- آدم مايوفسكي على موقع عالم كرة القدم.نت (الإنجليزية)